# Ängerfjärden
Ängerfjärden är en sjö i Umeå kommun i Västerbotten och ingår i Hörnån-Öreälvens kustområde. Sjön har en area på 0,107 kvadratkilometer och ligger 3 meter över havet. Sjön avvattnas av vattendraget Ängerån.

## Delavrinningsområde
Ängerfjärden ingår i det delavrinningsområde (706062-169979) som SMHI kallar för Mynnar i havet. Medelhöjden är 11 meter över havet och ytan är 2,15 kvadratkilometer. Räknas de 6 avrinningsområdena uppströms in blir den ackumulerade arean 70,19 kvadratkilometer. Avrinningsområdets utflöde Ängerån mynnar i havet. Avrinningsområdet består mestadels av skog (76 procent). Avrinningsområdet har 0,11 kvadratkilometer vattenytor vilket ger det en sjöprocent på 4,9 procent.